# Kaupunginkallio
Kaupunginkallio est un quartier de la ville d'Espoo en Finlande.

## Description
Kaupunginkallio compte 1 663 habitants (31.12.2016).
Ses quartiers voisins sont Espoon keskus, Kauklahti, Kuurinniitty, Latokaski, Muurala et Vanttila.